# سلاح شکاری

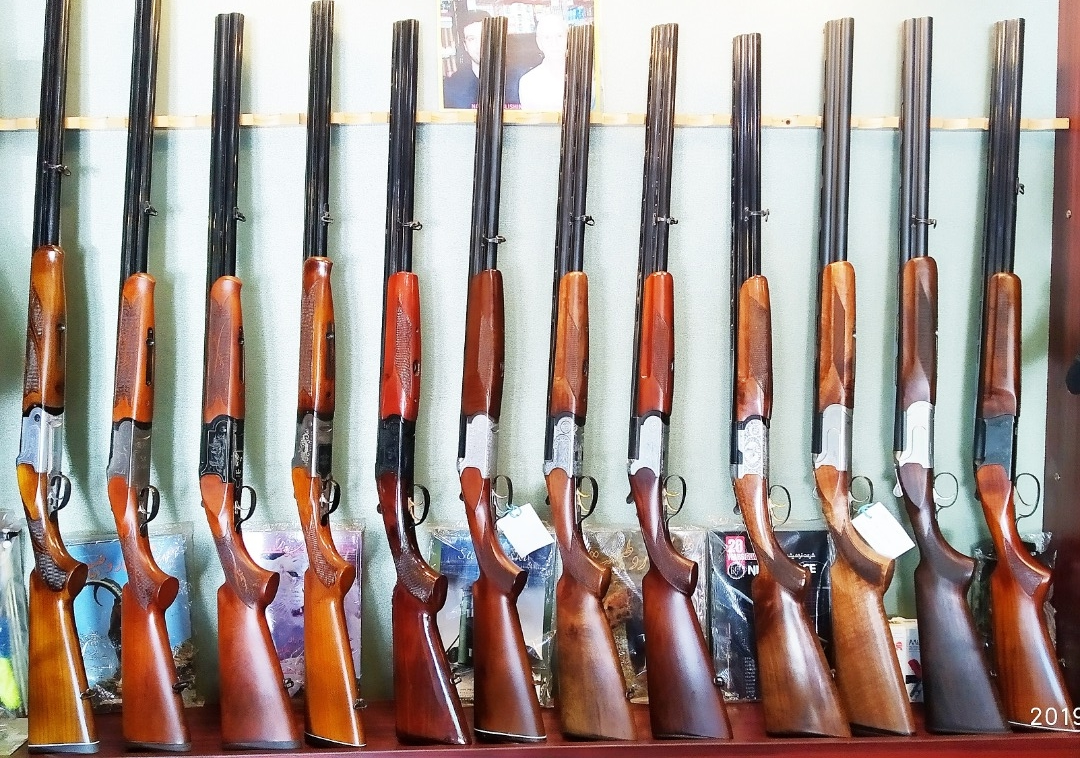
برخی از سلاح‌های ساچمه زنی

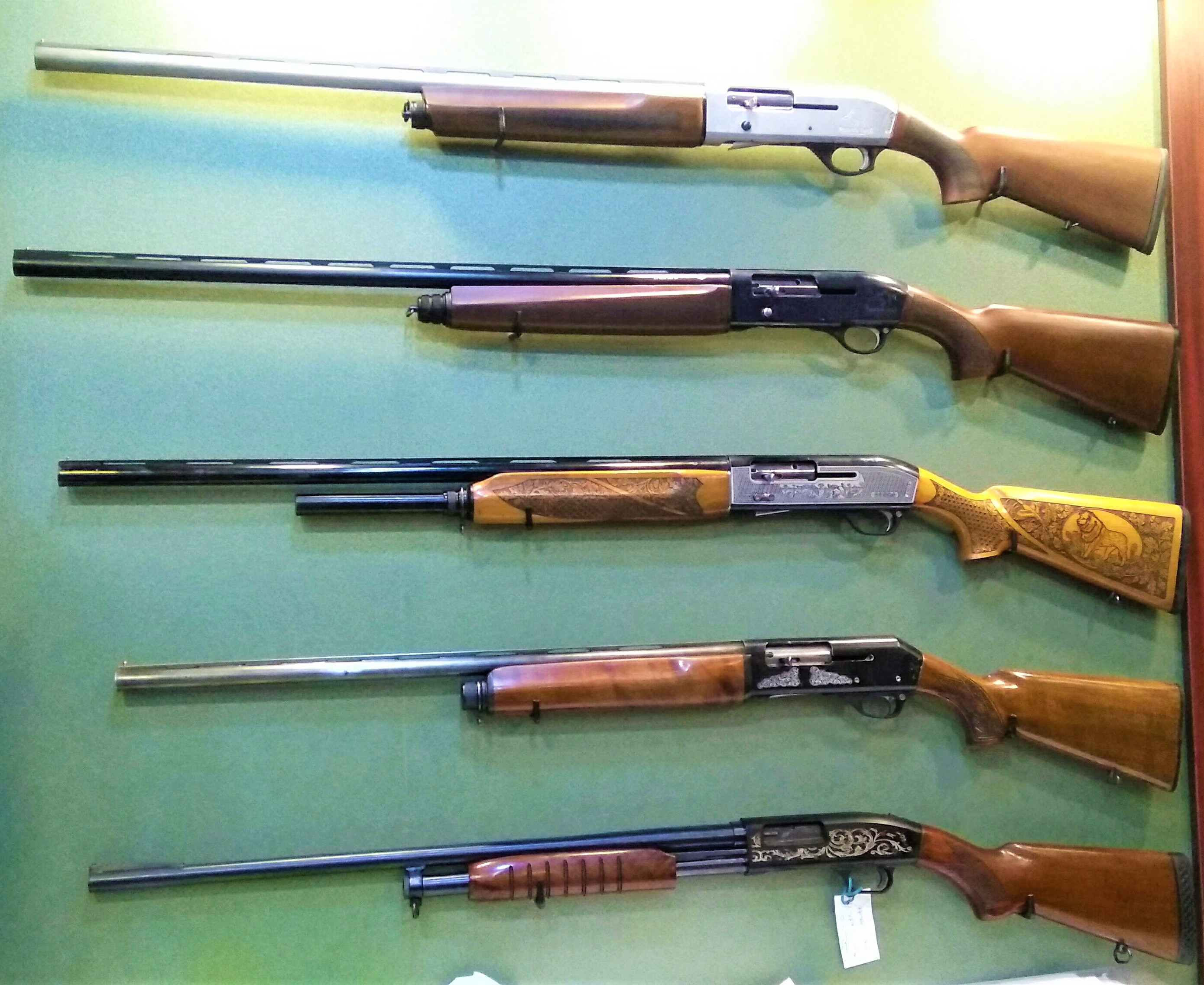
اسلحه‌های شکاری

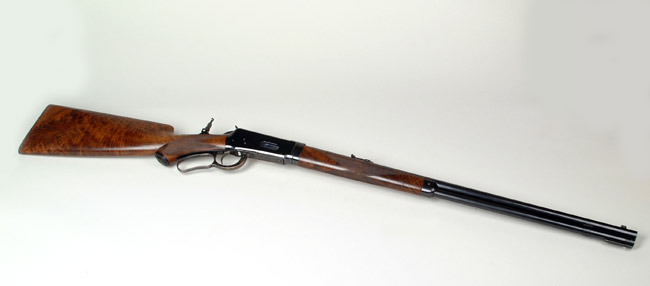
وینچستر مدل 1894 .30-30 hunting rifle

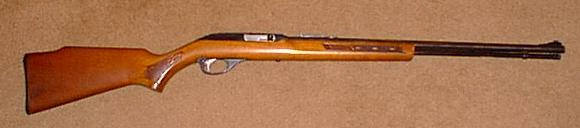
وینچستر مدل 60 .22LR hunting rifle

سلاح‌های شکار به سلاح‌هایی گفته می‌شود که اغلب برای شکار جانوران استفاده می‌شود، همچنین برای تهیه غذا و به عنوان تفریح و ورزش هم از آن استفاده می‌شود و تا حدی از سلاح‌های دفاعی یا سلاح‌هایی که در جنگ از آن‌ها استفاده می‌شود فاصله گرفته‌است. از آنجایی که انسان‌ها سلاح طبیعی در اختیار ندارند برای همین از ابتدا به دنبال ساخت ابزاری بودند تا این ضعف را جبران کنند.

## مدل‌های مختلف تفنگ‌های شکاری
عموماً دو مدل تفنگ شکاری تولید شده‌است، تفنگ گلوله زنی و تفنگ ساچمه زنی.
تفنگ‌های گلوله زنی به گلوله‌هایی گفته می‌شود که فقط یک گلوله شلیک می‌کند، این گلوله سربی و دارای روکش برنجی یا مسی است، برای همین دقیق تر و مخرب تر از تفنگ‌های ساچمه زنی هستند. تفنگ‌های ساچمه زنی نیازی به هدف‌گیری خیلی دقیق ندارند و برای زدن اهدافی که در حرکت هستند مناسب تر است

## انواع سلاح‌های شکاری از لحاظ فشنگ‌گذاری و مسلح شدن

### کمرشکن
تفنگ‌های تک‌لول و دولولی هستند که برای فشنگ‌گذاری لازم است آن‌ها را خم کرد.

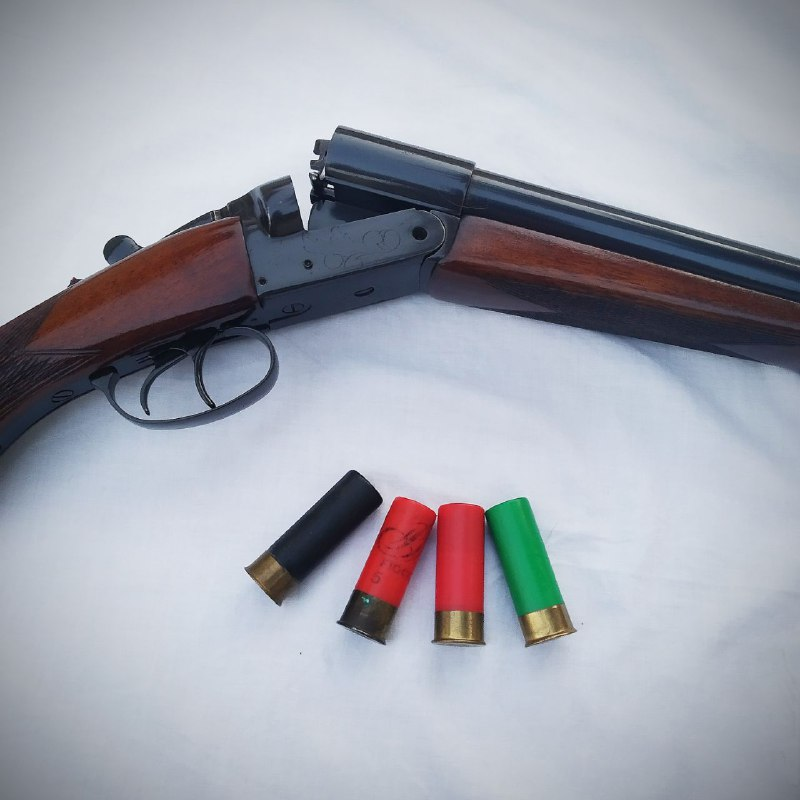
دولول بغل هم کمر شکن

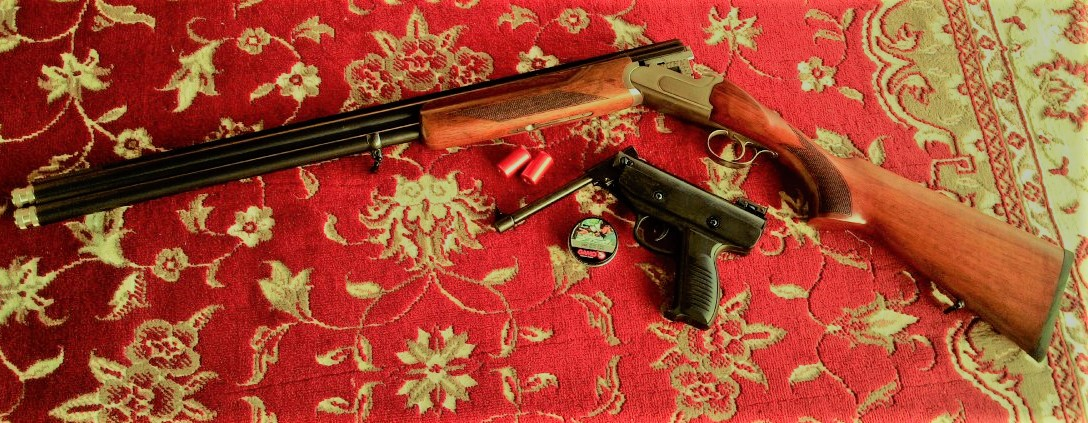
دولول سوار کمرشکن

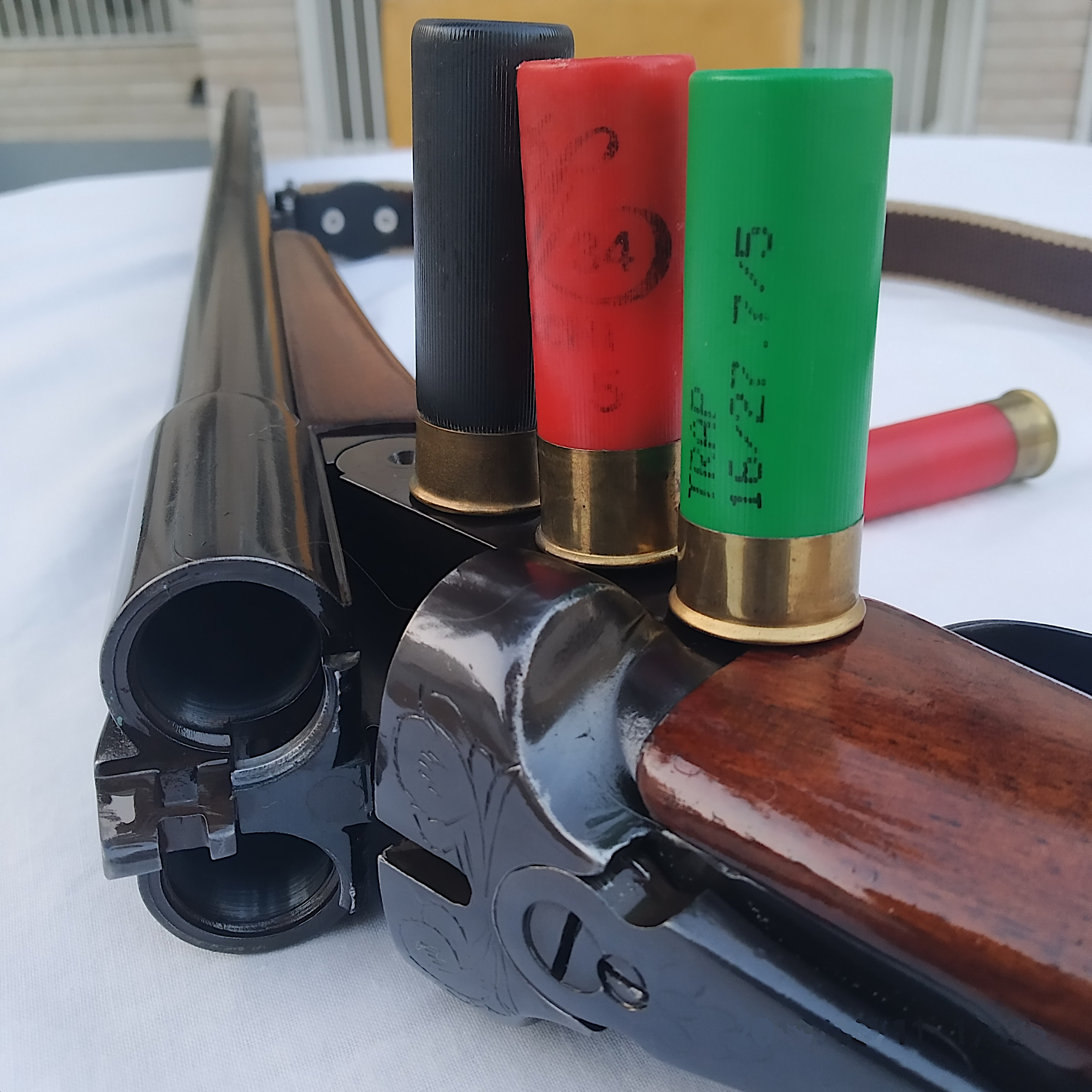
دولول کمرشکن ساچمه زنی نخجیر۲

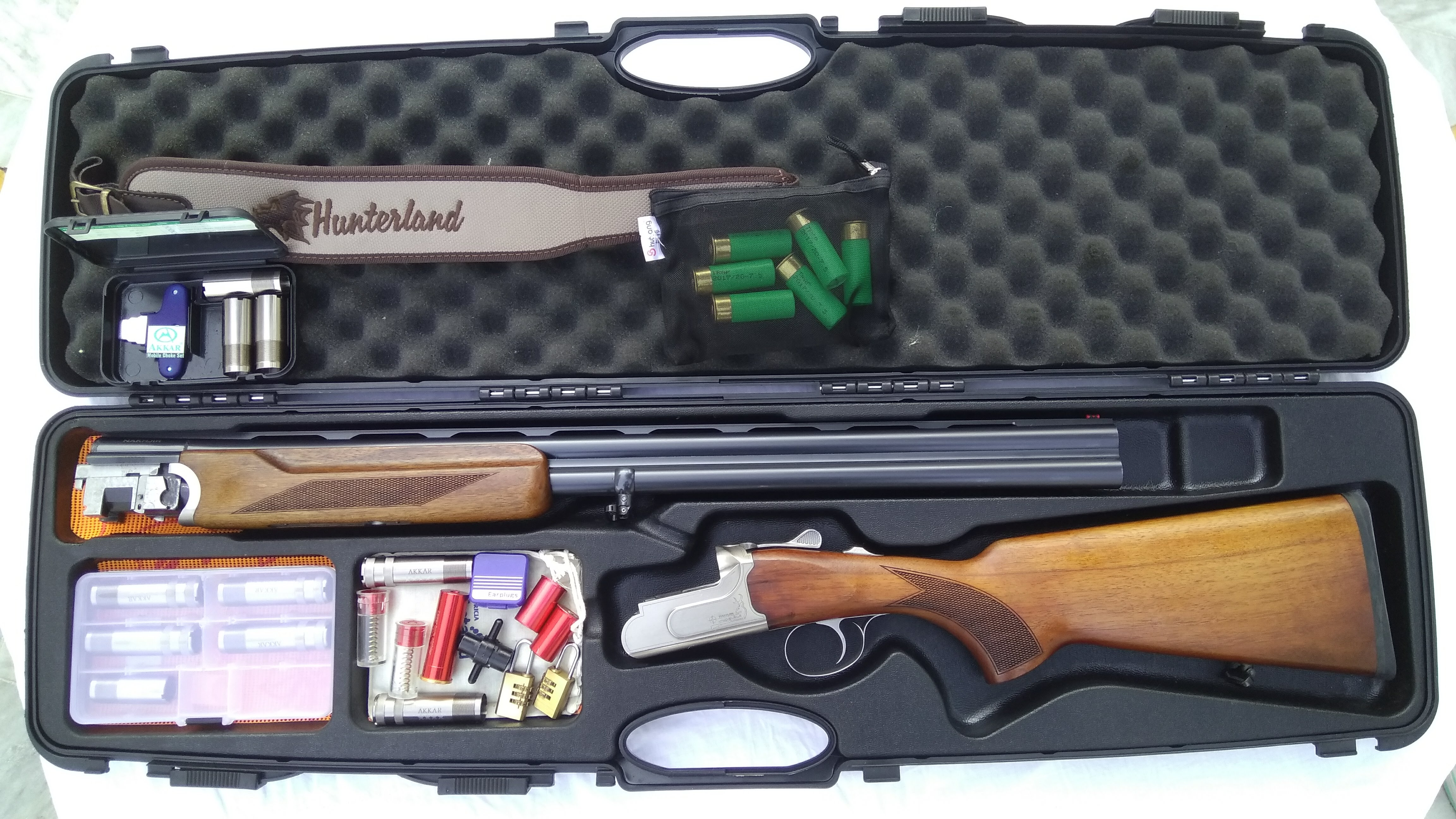
دولول سوار تک‌ماشه آکار ترکیه

### چخماقی
تفنگ را باز و سپس فشنگ‌گذاری می‌کنید و برای مسلح کردن باید چخماق را عقب کشید.

### کوسه
چکش(ها) در داخل جنگ‌افزار جاسازی شده و از بیرون مشاهده نمی‌شود. با باز کردن سلاح، مسلح می‌شود.

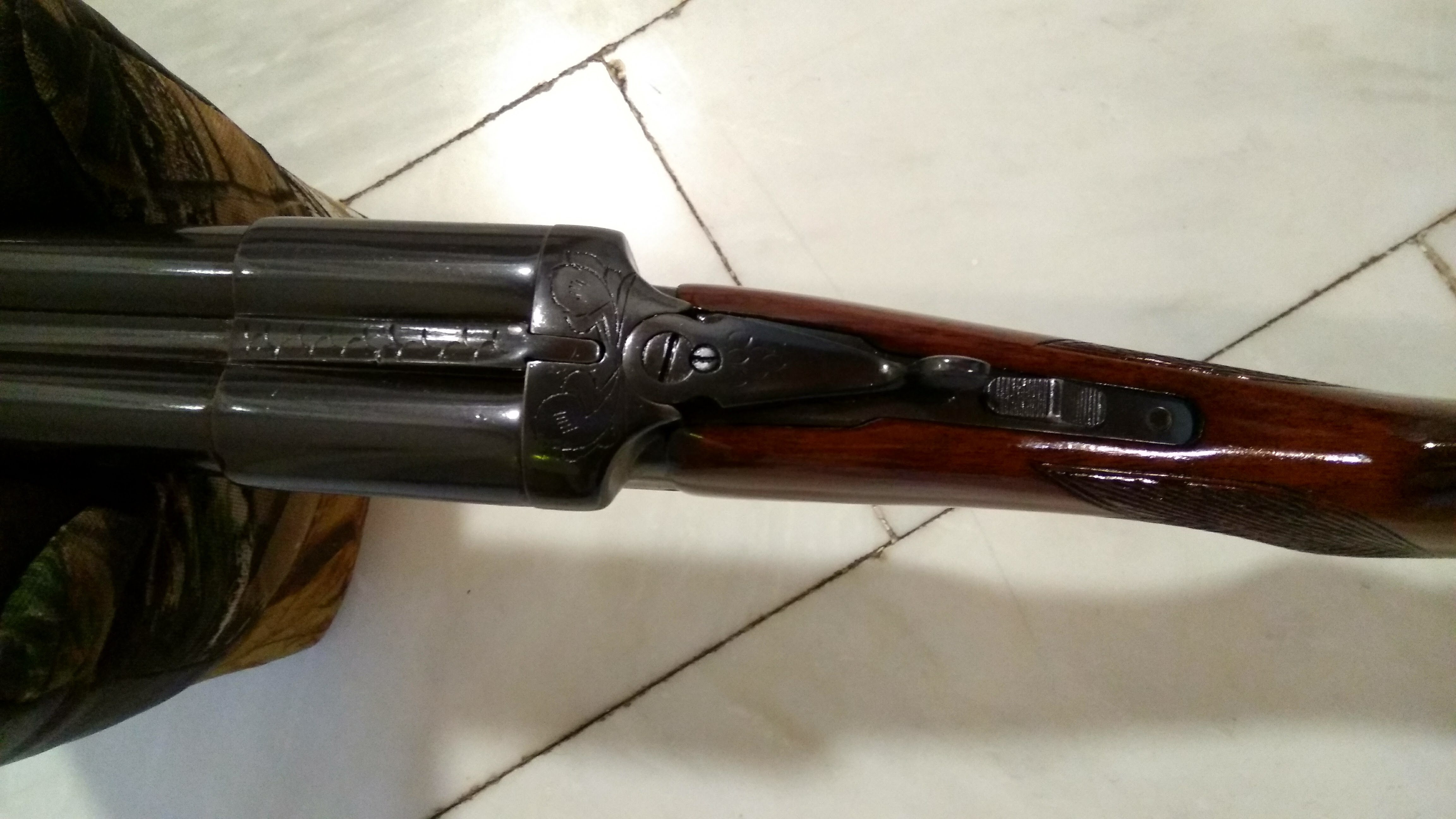
دولول بغل هم کوسه

### گلنگدنی
با حرکت کردن گلنگدن یک فشنگ از خزانه خارج می‌شود و وارد لوله شده و هم‌زمان تفنگ مسلح می‌شود.

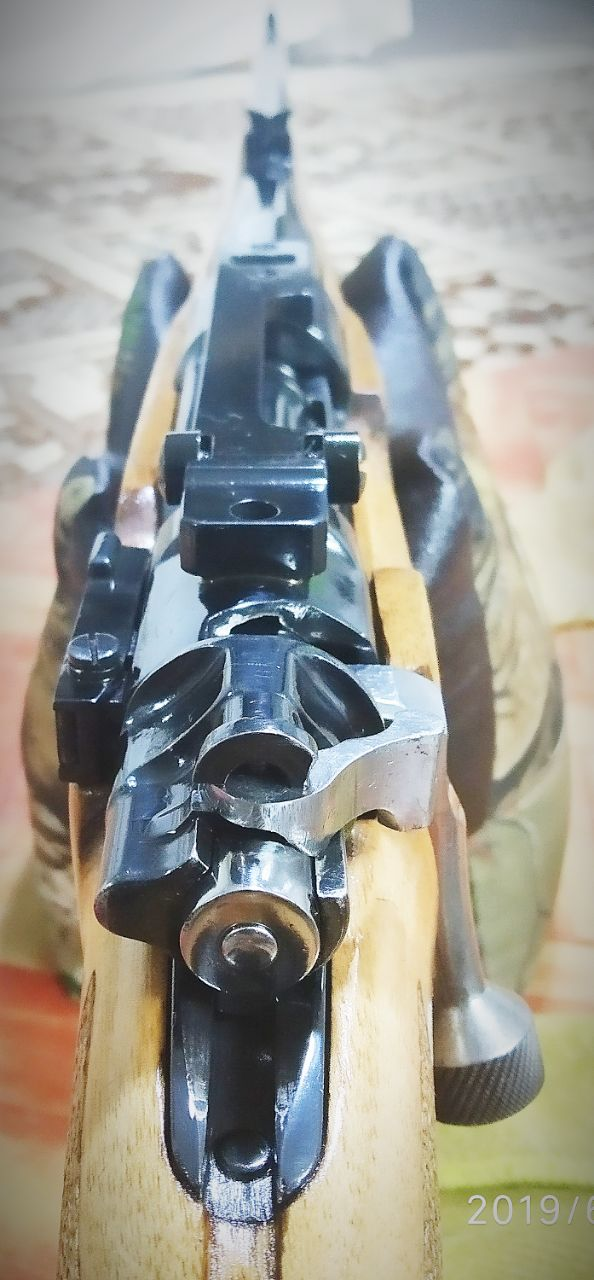
اسلحه شکاری گلوله زنی گلنگدنی نخجیر ۳ ساخت ایران

### دستکش
با کشیدن یک دسته که زیر لوله سلاح جای گرفته، یک فشنگ از خزانه داخل لوله شده و هم‌زمان تفنگ مسلح می‌شود.

### اهرمی
با کشیدن اهرمی که زیر اسلحه و نزدیک ماشه قرار دارد، یک فشنگ داخل لوله می‌شود و هم‌زمان تفنگ مسلح می‌شود.

### نیمه‌خودکار
با کشیدن یکباره گلنگدن یک فشنگ داخل لوله می‌شود و هم‌زمان تفنگ مسلح می‌شود. بعد از هربار شلیک پوکه خالی به بیرون پرتاب شده و یک فشنگ دیگر در لوله قرار می‌گیرد و هم‌زمان تفنگ مسلح شده و آماده شلیک بعدی می‌شود. تفاوت آن با تفنگ‌های خودکار این است که لازم است برای هر شلیک یک بار ماشه را چکاند و سلاح به صورت مسلسل عمل نمی‌کند. اصولاً در شکار، از سلاح‌های خودکار استفاده نمی‌شود.

## انواع سلاح‌ها از نظر فضای قرار گرفتن فشنگ

### بدون خزانه فشنگ
فشنگ به صورت مستقیم داخل لوله سلاح قرار داده می‌شود، مانند تفنگهای کمرشکن.

### با خزانه فشنگ ثابت
عمدتاً در تفنگ‌های گلنگدنی. مخزن فشنگ در زیر گلنگدن قرار دارد و از بالا فشنگ داخل خزانه جای داده می‌شود.

### با خزانه فشنگ متحرک
عمدتاً در تفنگ‌های گلوله زنی بخصوص نوع خفیف. تعدادی فشنگ در خشاب قرار داده شده و سپس خشاب از زیر تفنگ داخل می‌شود.

### خزانه فشنگ لوله‌ای
در برخی از کالیبرهای تفنگ‌های گلوله زنی مثل خفیف و در تعدادی از تفنگ‌های ساچمه‌زنی به‌ویژه از نوع دستکش و اهرمی. فشنگ‌گذاری معمولاً از زیر تفنگ به داخل لوله‌ای که حکم خزانه فشنگ را دارد و در زیر لوله و به موازات آن کار گذاشته شده‌است، انجام می‌گیرد.

## سلاح‌های شکاری از نظر تعداد لوله

### تک لول
اکثر سلاح‌هایی که گلوله شلیک می‌کنند و تعدادی از سلاح‌های ساچمه‌زنی دارای یک لوله هستند.

### دولول
بعضی از سلاح‌های گلوله زنی و بسیاری از سلاح‌های ساچمه زنی دارای دو لوله هستند. در برخی تفنگ‌ها یکی از لوله‌ها گلوله زنی و یکی دیگر ساچمه‌زنی است.

### چندلول
اغلب سه‌لول و گاهی چهارلول هم دیده شده است. البته این مورد بیشتر در سلاح‌های قدیمی دیده شده‌است. عمدتاً ترکیبی از گلوله‌زنی و ساچمه‌زنی هستند.